# Ben Oliver (cyclisme)
 (juillet 2025).
Si vous disposez d'ouvrages ou d'articles de référence ou si vous connaissez des sites web de qualité traitant du thème abordé ici, merci de compléter l'article en donnant les références utiles à sa vérifiabilité et en les liant à la section « Notes et références ».
Pour les articles homonymes, voir Oliver.
Ben Oliver (né le 17 décembre 1996 à Christchurch) est un coureur cycliste néo-zélandais. Il participe à des compétitions sur route et en VTT.

## Palmarès sur route

### Par année
- 2019
  - 5e étape des Calder Stewart Series
- 2020
  - 3e du championnat de Nouvelle-Zélande du critérium
- 2022
  - Prologue du Tour de Southland (contre-la-montre par équipes)
  - 2e du championnat de Nouvelle-Zélande du critérium
- 2023
  - Gravel and Tar Classic
  - Intelligentsia Cup :
    - Classement général
    - 2e, 4e et 5e étapes

  - 7e étape du Tour de Southland (contre-la-montre)
- 2024
  - Melon City Criterium
  - 2e du Snake Alley Criterium
  - 2e du Kwik Star Criterium
- 2025
  - Tour of the Battenkill
  - Easton Criterium
  - 5e étape du Tour de Beauce
  - Tour of America's Dairyland :
    - Classement général
    - 1re, 4e et 9e étapes

  - 2e du championnat de Nouvelle-Zélande sur route
  - 2e du Tour de Somerville
  - 3e du championnat de Nouvelle-Zélande du critérium

### Classements mondiaux
| Année                                 | 2019  | 2020 | 2021  | 2022  | 2023 |
| ------------------------------------- | ----- | ---- | ----- | ----- | ---- |
| Classement mondial                    | 2554e | nc   | 1141e | 2288e | 990e |
| UCI Oceania Tour                      | 118e  | nc   | 45e   | 100e  | 59e  |
|                                       |       |      |       |       |      |
| Légende : nc = non classéSource : UCI |       |      |       |       |      |

## Palmarès en VTT

### Jeux du Commonwealth
- Birmingham 2022
  -  Médaillé d'argent du cross-country

### Coupe du monde
- Coupe du monde de VTT cross-country
  - 2022 : 43e du classement général
  - 2023 : 54e du classement général

### Championnats d'Océanie
- Hobart 2013
  -  Médaillé de bronze du cross-country juniors
- Methven 2014
  -  Champion d'Océanie de cross-country juniors
  -  Médaillé d'argent du cross-country eliminator
- Queenstown 2016
  -  Champion d'Océanie de cross-country espoirs
- Bright 2019
  -  Médaillé d'argent du cross-country
- Brisbane 2022
  -  Médaillé de bronze du cross-country
- Brisbane 2023
  -  Médaillé d'argent du cross-country

### Championnats de Nouvelle-Zélande
| - 2013 - 3e du cross-country juniors - 2014 - Champion de Nouvelle-Zélande de cross-country juniors - 2016 - 3e du cross-country espoirs - 3e du cross-country - 2017 - 2e du cross-country espoirs - 2e du cross-country - 2018 - 2e du cross-country - 2019 - 2e du cross-country | - 2021 - 2e du cross-country - 2022 - Champion de Nouvelle-Zélande de cross-country marathon - 2e du cross-country - 2023 - Champion de Nouvelle-Zélande de cross-country short track - 3e du cross-country - 2024 - 2e du cross-country short track - 3e du cross-country |  |